# Vilosiu
Vilosiu és un jaciment arqueològic situat a Cercs, al Berguedà, format per diversos masos rònecs abandonats a la baixa edat mitjana, al terme municipal de Cercs (el Berguedà). El mas "A" fou excavat els anys 1960 i 1961, sota la direcció d'Albert del Castillo i de Manuel Riu, inclòs a l'Inventari del Patrimoni Arqueològic i Paleontològic de Catalunya.
L'excavació del mas "B" fou feta els anys 1984 i 1986, sota la direcció de Jordi Bolòs, inclòs a l'Inventari del Patrimoni Arqueològic i Paleontològic de Catalunya.
Són dues masies aïllades unifamiliars a l'entorn d'un espai central compartit de reduïdes dimensions amb la cuina i el menjador, on la major part de les dependències corresponien a corrals i estances pel bestiar. Des de masos en queden les restes suficients per a poder reconstruir la planta. És una obra inclosa en l'Inventari del Patrimoni Arquitectònic de Catalunya.
Situats al terme de l'antiga parròquia de Santa Maria de Vilosiu, documentada des del s. X com una de les propietats del monestir de Sant Llorenç prop Bagà. D'aquesta, però, no ens en queden vestigis arquitectònics; fou abandonada al segle XVII o XVIII. Corresponen a unes senzilles construccions de finals del segle X o principis del segle xi, no es transformaren gaire al llarg de l'edat mitjana central i s'abandonaren al segle xiv. Les excavacions varen permetre recuperar petits trossos de metalls i fragments ceràmics de diversos moments. Constitueixen un dels pocs exemples d'hàbitat dispers dels s. X- XI estudiats a Catalunya.